# عبد الله بصنوي
عبد الله بن محمد بصنوي (1911- 1991)، مؤذن المسجد الحرام، كان يختص بأذان صلوات الجمعة والعيدين، وعُرف بتمكنه من الموشحات المكية بنوعيها اليماني والمصري، وهو أحد تلامذة السيد علوي المالكي، والشيخ العربي التباني، ومن عائلة معروفة بتاريخها في الأذان بالحرم المكي، إذ كان والده محمد بصنوي مؤذنًا قبله، وشقيقه حمزة بصنوي وابنه أحمد بصنوي كذلك، وقد كان عمدةً لحي الشامية بمكة، والذي يُعد من الحارات المكية التاريخية، اشتهر بأعماله الإنسانية والإصلاحية، وتوفي في مكة عام 1991.

## حياته
ولد في مكة عام 1911م، وفيها نشأ وتعلم من الكتاتيب وحلقات العلم في المسجد الحرام، ثم تولى الأذان فيه وخصوصًا أذان الجمعة والعيدين، وكان عارفًا بمقامات الأذان فترك لمن خلفه إرثًا مهمًا يتعلق بتلك المقامات، وقد عُيّن عمدةً لحي الشامية بمكة يوم 29 نوفمبر 1943، وانخرط بالأعمال الإنسانية والإصلاحية، فكان أهالي الحارة يرجعون إليه كثيرًا لحل نزاعاتهم ومشاكلهم.
عمل بالتجارة ولم تكن أعماله التجارية كبيرة بل متواضعة حسب إمكاناته المادي، وكان يتعامل وفق منظور معين وهو توفير الرزق الحلال وما يغطي نفقة بيته وأهله، وكذلك نفقات عمله كعمدة في قضايا الصلح وتقريب وجهات النظر؛ فعمل في تجارة بيع السبح التي كان يصنعها بنفسه، وكذلك في بيع الفول والسمن. وقد اشتهر الفول الذي يقوم بصنعه باللذاذة مما جعل أهالي الأزقة البعيدة يتوافدون إليه لشراء الفول منه.

## وصلات خارجية
أذان وإقامة للمؤذن عبد الله بصنوي